# Sudan na letnich igrzyskach olimpijskich
Reprezentanci Sudanu po raz pierwszy pojawili się na letnich igrzyskach olimpijskich w 1960 roku. Zawodnicy z Sudan nie wystąpili na igrzyskach w Tokio w 1964, w Montrealu w 1976 oraz w Moskwie w 1980 roku. 
Do tej pory zdobyli jeden medal, w lekkoatletyce.

## Medaliści letnich igrzysk olimpijskich z Sudanu

### Złote medale
Brak

### Srebrne medale
- Ismail Ahmed Ismail - lekkoatletyka, bieg na 800m - Pekin 2008

### Brązowe medale
Brak